# 真核翻译
真核翻译（Eukaryotic translation）是信使RNA在真核生物中翻译成蛋白质的生物学过程。 它由四个阶段组成：起始，延伸，终止，和再循环。

## 起始

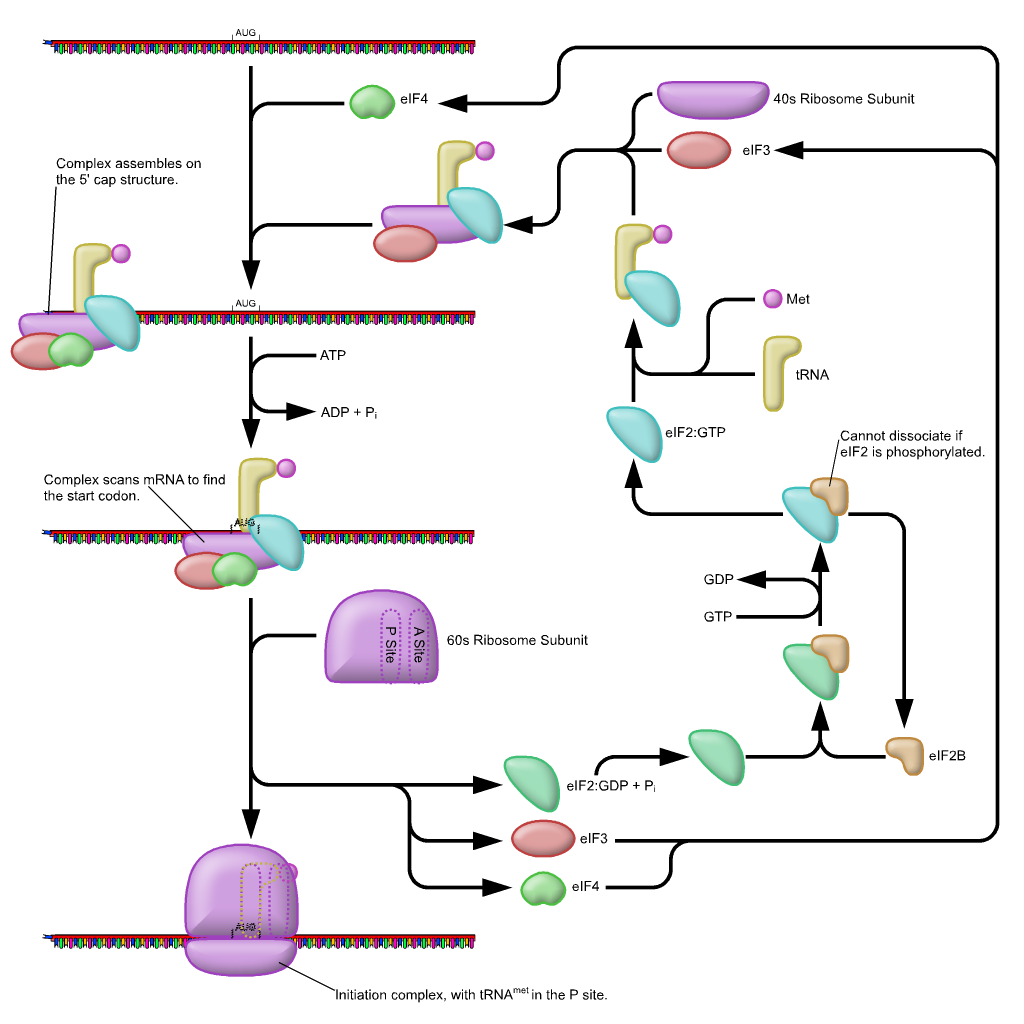
真核生物中翻译起始的过程。

翻译起始是翻译过程中的第一步，也是最为复杂的一步。在真核生物中，这一过程可以被分为三段：首先，甲硫氨酸起始tRNA（Met-tRNAimet）结合到40S核糖体小亚基上，从而形成43S前起始复合物；接着，前起始复合物结合到被激活的mRNA的5'端末端，并沿着5'至3'的方向在5'端非翻译序列上移动，直到寻找到正确的起始密码子（一般为第一个AUG），并形成48S复合物；然后，60S核糖体大亚基结合上来，最终形成80S起始复合物，准备开始翻译。而起始过程中的每一步都需要多个真核起始因子的参与。

## 延伸

核糖体为绿色和黄色，tRNA为深蓝色，其他蛋白质为浅蓝色。

延伸取决于真核延伸因子。 在起始步骤结束时，定位mRNA使得下一个密码子可以在蛋白质合成的延伸阶段期间翻译。 启动子tRNA占据核糖体中的P位点，A位点准备接受氨酰-tRNA。 在链延伸期间，将每个另外的氨基酸以三步微循环被加入到新生的多肽链中。 该微循环中的步骤是（1）将正确的氨酰基-tRNA定位于核糖体的A位点，（2）形成肽键，和（3）将mRNA相对于核糖体移位一个密码子。
与细菌不同，其中一旦mRNA的5'末端被合成就发生翻译起始，在真核生物中，转录和翻译之间的紧密偶联是不可能的，因为转录和翻译在细胞的不同区室中进行（细胞核和细胞质）。 真核mRNA前体必须在细胞核中被加工（例如加帽，多腺苷酸化，剪接），然后才能被输出到细胞质中进行翻译。
翻译也可以被核糖体停滞（Ribosomal pause）影响，这可以引发mRNA的内切核酸酶攻击，这一过程被称为 mRNA no-go decay。 核糖体停滞还有助于新生的多肽在核糖体上的共翻译折叠，并且在编码mRNA时延迟蛋白质翻译。 这可以触发核糖体移码（ribosomal frameshifting）。

## 终止
延长的终止取决于真核释放因子。 该过程类似于原核终止，但与原核终止不同，存在识别所有三个终止密码子的通用的释放因子eRF1。 终止后，将核糖体被分解并释放完整的多肽。 eRF3是核糖体依赖性GTP酶，其帮助eRF1释放完整的多肽。
人类基因组编码一些基因，其mRNA终止密码子出乎意料地泄漏：在这些基因中，由于终止密码子附近的特殊RNA碱基，翻译终止是低效的。 这些基因中的漏出终止导致这些基因的高达10％的终止密码子的转译通读（translational readthrough）。 这些基因中的一些在其通读延伸中编码功能性蛋白质结构域，从而可以产生新的蛋白质异构体。 这个过程被称为“功能性转译通读”(functional translational readthrough)。